# Fondation culturelle d'Abou Dabi
 (juillet 2025).
La Fondation culturelle d'Abou Dabi a été fondée en 1981 comme un centre d'art et d'apprentissage. Elle est située à Abou Dabi (Émirats arabes unis). Le centre accueille une variété d'événements, y compris des expositions d'art, des conférences, des concerts et des films, et des classes de l'atelier des arts. La fondation est exploitée sur l'Autorité d'Abou Dabi pour la culture et du patrimoine.